# Гурник Ленчна
Гурник Ленчна (на полски: Górnik Łęczna) е полски футболен клуб от град Ленчна, Полша.

## История
Клубът е създаден през 1979 г.

## Състав 2015/16
Настоящ състав
- Гурник Ленчна – Настоящ състав

## Български футболисти
- Даниел Божков: 2009/11 наем (19 мача - 0 гола)